# Les Gravos
Pour plus de détails, voir Fiche technique et Distribution.
Les Gravos en France, ou Les Lavigueur déménagent au Québec (Flodder) est un film néerlandais réalisé par Dick Maas, sorti en 1986.
La série de films a été doublée au Québec en joual avec des références culturelles québécoises, l'action se déroulant au Saguenay–Lac-Saint-Jean.
Le film est suivi par Flodder in Amerika! (nl) (Les Lavigueur redéménagent) en 1992, une série télévisée Flodder (nl) en 62 épisodes diffusée de 1993 à 1998, ainsi que le troisième film Flodder 3 (nl) (Les Lavigueur 3 : Le Retour) en 1995, se situant après la finale de la troisième saison de la série.

## Fiche technique
- Titre original : Flodder
- Titre québécois : Les Lavigueur déménagent
- Titre français : Les Gravos
- Réalisation : Dick Maas
- Scénario : Dick Maas
- Photographie : Marc Felperlaan
- Musique : Dick Maas
- Pays d'origine : Pays-Bas
- Genre : comédie
- Durée : 111 minutes
- Date de sortie : 1986

## Distribution
- Nelly Frijda (VQ : Madelaine Pageot) : Ma Flodder (Mme Lavigueur en VQ)
- Huub Stapel (VQ : Alain Zouvi) : Johnnie Flodder (Johnnie Lavigueur en VQ)
- René van 't Hof : fils Kees Flodder
- Tatjana Šimić (VQ : Hélène Lasnier) : fille Kees Flodder (Henriette en VQ)
- Horace Cohen (VQ : Sébastien Dhavernas) : Henkie (Henry en VQ)
- Nani Lehnhausen (nl) (VQ : Johanne Léveillé) : Toet Flodder (Cléo en VQ)
- Jan Willem Hees (VQ : Claude Préfontaine) : Opa Flodder (Max en VQ)
- Lou Landré (VQ : Éric Gaudry) : Sjakie van Kooten, travailleur social (Charles Lévesque en VQ)
- Apollonia van Ravenstein (VQ : Marie-Andrée Corneille) : Yolanda Kruisman
- Herbert Flack (VQ : Claude Prégent) : Wim Kruisman (Jim Kruisman en VQ)
- Lettie Oosthoek (VQ : Monique Miller) : voisine Clarissa Neuteboom
- Bert André (VQ : Ronald France) : voisin Arie Neuteboom
- Gerrie van der Klei : voisine Wijnberg
- Egbert van Paridon (nl) : voisin Wijnberg
- Hans Veerman : Generaal
- Robbe De Hert : Barkeeper
- Filip Bolluyt : résident du quartier
- Esmé Lammers
- Mike Libanon
- Cesar Zuiderwijk

 Source et légende : version québécoise (VQ) sur Doublage.qc.ca